# Eurocopter AS 350
Eurocopter AS 350 Écureuil (česky Veverka) je lehký jednomotorový víceúčelový vrtulník s třílistým nosným a dvoulistým vyrovnávacím tlačným rotorem. Zaveden byl roku 1974. Ve službě se stal velmi oblíbeným. Původně jej vyráběla společnost Aérospatiale, která se později stala součástí Eurocopter Group a roku 2014 se přeměnila na Airbus Helicopters. V Severní Americe byl na trh uveden pod označením A-Star. Dvoumotorová verze vrtulníku nese označení Eurocopter AS 355 Écureuil 2 (americké označení TwinStar). Koncepčně podobný je také Eurocopter EC 130, který užívá jako základ stejný drak.

## Vývoj

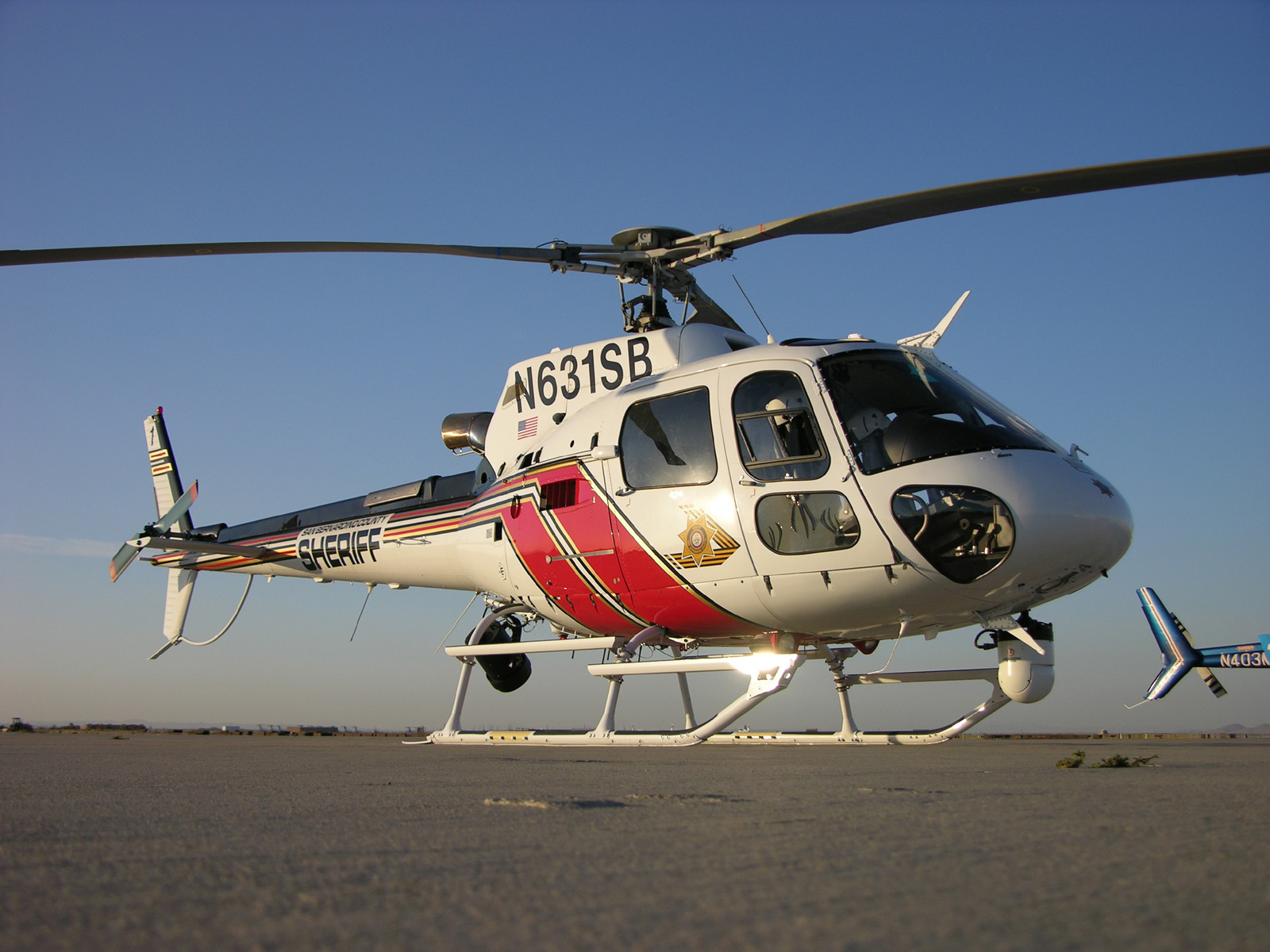
AS 350 B3

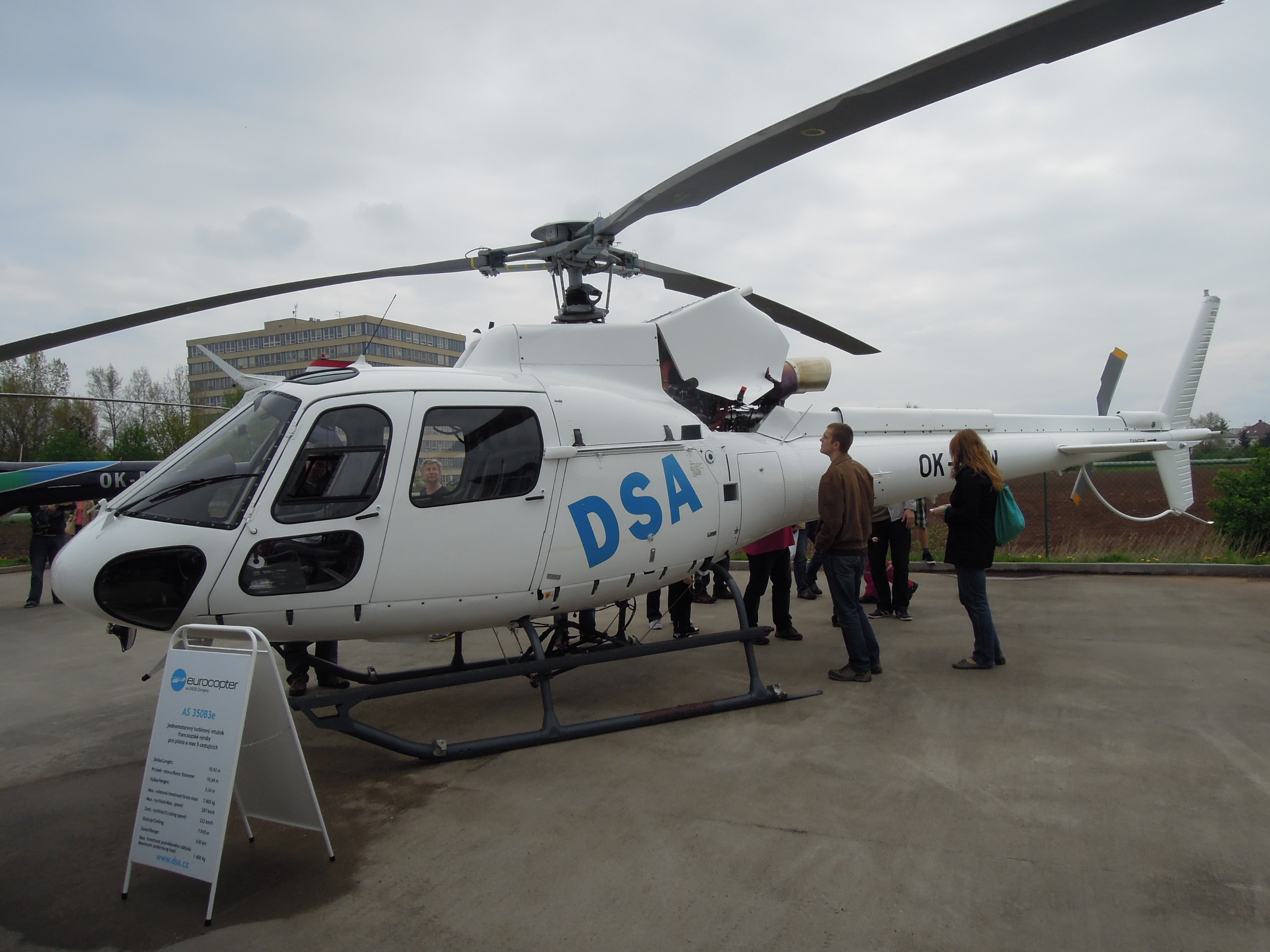
Vrtulník Eurocopter AS 350 B3 Écureuil české registrační značky OK-DSW společnosti DSA

Vrtulník byl vyvíjen od počátku 70. let jako náhradada typu Aérospatiale Alouette II. První let prototypu Aérospatiale AS 350 (F-WVKH) proběhl 27. června 1974. V kokpitu seděl zkušební pilot společnosti Aérospatiale Daniel Bauchart a letecký inženýr Bernard Certain. Prototyp poháněl americký turbohřídelový motor Lycoming LTS101-600A-1 o výkonu 592 shp. Druhý prototyp AS 350B (F-WTNB) poprvé vztlétl 14. února 1975. Poháněl francouzský turbohřídelový motor Turbomeca Arriel. Dne 9. března 1976 společnost oznámila, že nový vrtulník byl pojmenován Écureuil (česky Veverka). Pro americký trh byl vybrán název A-Star.
I přes pozdější zavedení moderního vrtulníku Eurocopter EC 130, který vycházel koncepčně ze stroje AS 350, zůstala produkce vrtulníků AS 350 vysoká. Jednomotorové i dvoumotorové verze vrtulníků byly licenčně vyráběny brazilským závodem Helibras. Společnost Helibras (Helicópteros do Brasil) podepsala kontrakt na významnou modernizaci 36 vrtulníků AS 350 brazilského vojenského letectva.

## Přistání na Mt. Everestu
Dne 14. května 2005 vrtulník Eurocopter AS 350 B3 Écureuil (sériové číslo 3934, registrace F-WQEX) přistál na vrcholu nejvyšší hory světa Mount Everest (8848 m). Na vcholu byla teplota -35 °C. Pilot Didier Delsalle ustavil rekord Mezinárodní letecké federace (FAI). Pravidla vyžadovala, aby vrtulník na vrcholu zůstal po dobu dvou minut. Delsalle tak učinil dvakrát za sebou. Dalším rekordem byl start vrtulníku v nejvyšší výšce.

## Varianty
- AS 350 : První prototyp.

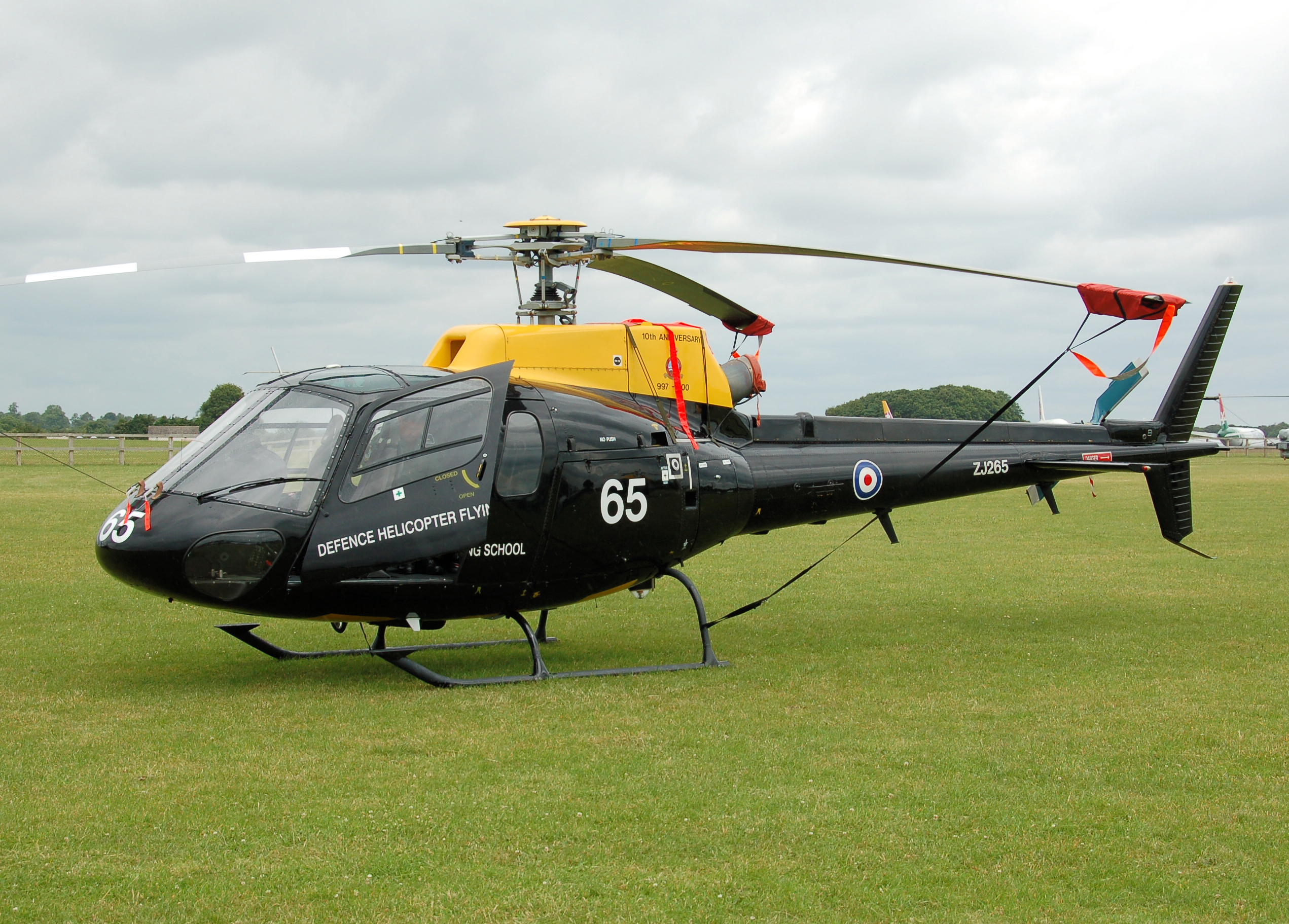
AS 350 Squirrel HT.1

- AS 350 Firefighter : Varianta pro hasiče.
- AS 350 B: Poháněn jedním turbohřídelovým motorem Turbomeca Arriel 1B.
- AS 350 B1: Vylepšená varianta původního AS 350 B poháněná jedním motorem Arriel 1D, vybavená hlavním nosným i vyrovnávacím rotorem z dvoumotorové verze AS 355.
- AS 350 B2 : Vylepšená varianta původního AS 350 B1 poháněná jedním motorem Arriel 1D1, měla zvýšenou hmotnost.
- AS 350 B3 : Varianta vybavená motorem Arriel 2B, který výrazně zvýšil výkon vrtulníku. Tento vrtulník měl zvýšenou maximální vzletovou hmotnost na 2370 kg a byl vůbec prvním vrtulníkem, který přistál na Mount Everestu.
- AS 350 BA : Varianta poháněná motorem Arriel 1B, vybavená hlavním i ocasním rotorem z dvoumotorové verze.
- AS 350 BB : Vylepšená verze AS 355 B2 poháněná motorem Arriel 1D1. Tato verze byla určena pro výcvik britských pilotů v letecké škole.
  - Eurocopter Squirrel HT.1: Cvičný vrtulník Royal Air Force.
  - Eurocopter Squirrel HT.2: Cvičný vrtulník britského armádního leteckého sboru.
- AS 350 C : Varianta s motorem Lycoming LTS-101-600A2 představená v Severní Americe jako AStar, brzy byla nahrazena verzí AS 350 D.
- AS 350 D : Verze poháněná motorem Lycoming LTS-101, na americkém trhu představená jako AStar.
- AS 350 L1 : Vojenská verze vycházející z AS 350 B1 poháněná motorem Turbomeca Arriel 1D o výkonu 510 kW. Ve výrobě nahrazena brzy verzí AS 350 L2.
- AS 350 L2 : Vojenská verze vycházející z AS 350 B2 poháněná motorem Turbomeca Arriel 1D1 o výkonu 546 kW.
- HB 350 B Esquilo: Vojenská verze bez výzbroje pro Brazilské letectvo. V Brazílii byly vrtulníky označeny jako CH-50 a TH-50 a byly vyráběny licenčně v brazilském závodě Helibras.
- HB 350 B1 Esquilo: Vojenská verze bez výzbroje pro brazilské námořní letectvo. V Brazílii byly vrtulníky označeny jako UH-12 a byly vyráběny licenčně v brazilském závodě Helibras.
- HB 350 L1: Vojenská verze s výzbrojí pro brazilskou armádu. V Brazílii byly vrtulníky označeny jako HA-1 a byly vyráběny licenčně v brazilském závodě Helibras.

## Nehody

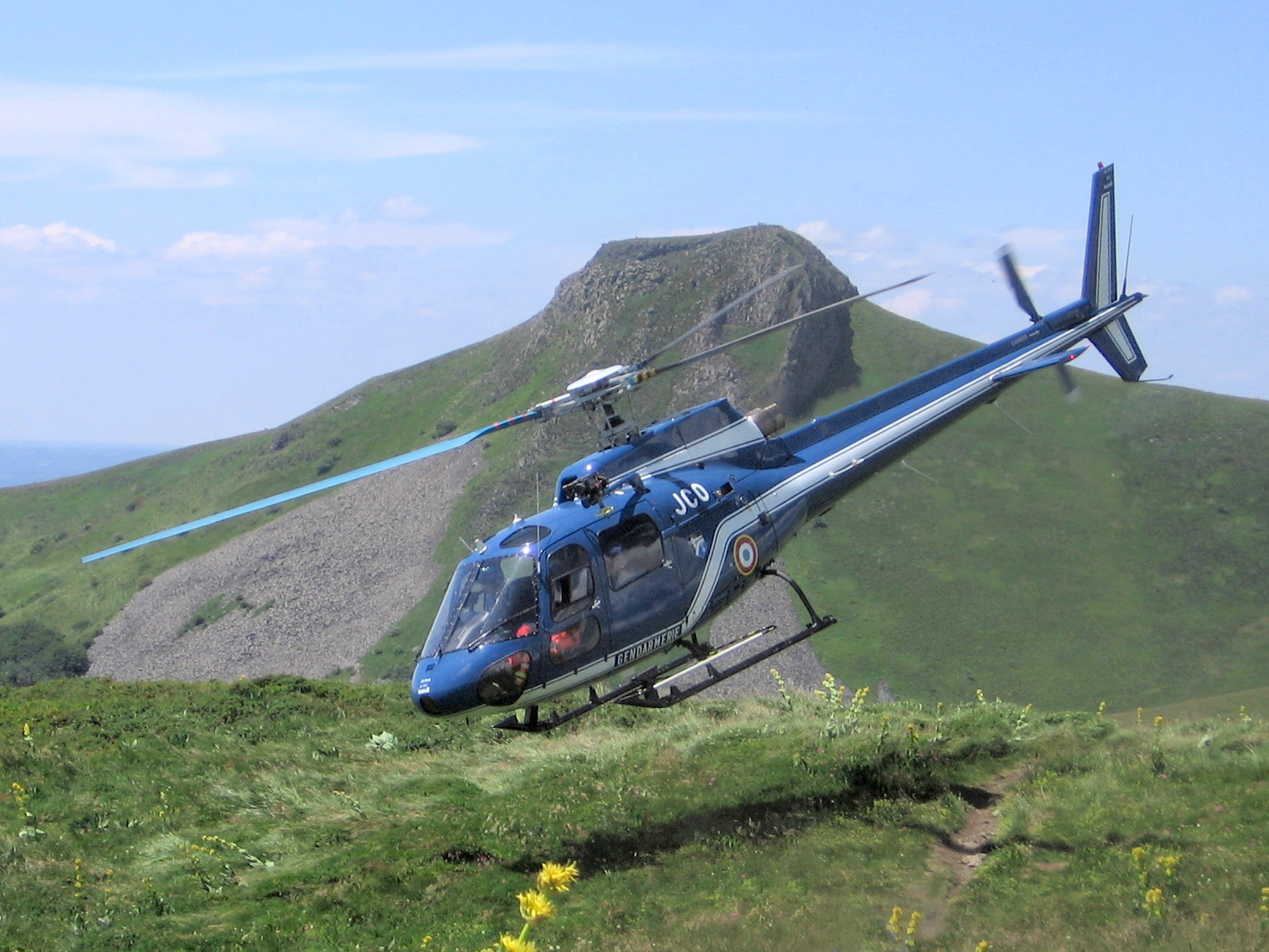
AS 350 francouzského četnictva

- Při pádu vrtulníku typu AS 350 B3 v aljašských horách 27. března 2021 zahynulo 5 lidí včetně Petra Kellnera a snowboardista David Horváth přežil ve vážném stavu.[4]

- Při pádu vrtulníku AS 350 B v Normandii 7. března 2021 přišel o život francouzský miliardář a politik Olivier Dassault.

- Dne 15. září 2007 se v čase 16:10 zřítila helikoptéra typu Eurocopter AS 350, kterou pilotoval úspěšný automobilový závodník Colin McRae jen cca 2 km severně od jeho domu (Lanark).  Z posádky, kterou tvořili Colin, jeho pětiletý syn Johnny, rodinný přítel Graeme Duncan a šestiletý Johnnyho kamarád Ben Porcelli, nepřežil nikdo.

## Specifikace (AS 350 B3)
Data podle: Brassey's World Aircraft & Systems Directory 1999/2000

### Technické údaje
- Posádka: 1–2 piloti
- Užitečná zátěž: 6–7 pasažérů
- Průměr rotoru: 10,69 m
- Délka trupu: 10,93 m
- Výška: 3,14 m
- Plocha rotoru: 89,75 m²
- Prázdná hmotnost: 1174 kg
- Maximální vzletová hmotnost: 2250 kg
- Pohonná jednotka: 1× turbohřídelový motor Turbomeca Arriel 2B o výkonu 632 kW

### Výkony
- Maximální rychlost: 155 KIAS (287 km/h)
- Cestovní rychlost: 132 KIAS (245 km/h)
- Stoupavost u země: 8,5 m/s
- Praktický dostup: 4600 m
- Dolet: 662 km